# Berlinale 1989
La Berlinale 1989, 39e édition du festival international du film de Berlin (39. Internationalen Filmfestspiele Berlin), s'est tenue du 10 au 21 février 1989.

## Jury
- Rolf Liebermann, président du jury (Suisse)
- Leslie Caron, coprésidente du jury, (France)
- Chen Kaige (Chine)
- Vadim Glowna (Allemagne)
- Randa Haines (États-Unis)
- Vladimir Ignatovski (Bulgarie)
- Adrian Kutter (Allemagne)
- Francisco Rabal (Espagne)
- Cliff Robertson (États-Unis)
- Zdeněk Svěrák (Tchécoslovaquie)
- Boris Vasilyev (URSS)

## Sélections

### Compétition
La sélection officielle en compétition se compose de 22 films.
- Bankomatt de Villi Hermann
- Camille Claudel de Bruno Nuytten
- Espoir et Douleur (Dauntaun Hiirōzu) de Yōji Yamada
- Le Marquis d'Esquilache (Esquilache) de Josefina Molina
- Fallada: Letztes Kapitel de Roland Gräf
- L'Été d'Aviya (Ha-Kayits Shel Aviya) d'Eli Cohen
- Histoires d'Amérique de Chantal Akerman
- Le Buteur numéro 9 (I fanela me to 9) de Pantelís Voúlgaris
- Ivan et Aleksandra (Ivan i Aleksandra) d'Ivan Nitchev
- J'aime, tu aimes (Ja milujem, ty milujes) de Dušan Hanák
- Johanna D'Arc of Mongolia d'Ulrike Ottinger
- La Bande des quatre de Jacques Rivette
- La Nuit obscure (La noche oscura) de Carlos Saura
- Mielőtt befejezi röptét a denevér de Péter Tímár
- Mississippi Burning d'Alan Parker
- Pestalozzis Berg de Peter von Gunten
- Rain Man de Barry Levinson
- Resurrected de Paul Greengrass
- Le Serviteur (Sluga) de Vadim Abdrachitov
- Conversations nocturnes (Talk Radio) d'Oliver Stone
- Les Accusés (The Accused) de Jonathan Kaplan
- Wan zhong de Wu Ziniu

### Hors compétition
7 films sont présentés hors compétition.
- Adieu à un pseudo-paradis (Abschied vom falschen Paradies) de Tevfik Baser
- Une autre femme (Another Woman) de Woody Allen
- Les Liaisons dangereuses (Dangerous Liaisons) de Stephen Frears
- L'Effraction (Der Bruch) de Frank Beyer
- Schweinegeld - Ein Märchen der Gebrüder Nimm de Norbert Kückelmann
- Soloveckaja vlast' de Marina Goldovskaja
- War Requiem de Derek Jarman

## Palmarès
- Ours d'or : Rain Man de Barry Levinson
- Ours d'argent (Grand prix du jury) : Wan zhong de Wu Ziniu
- Ours d'argent du meilleur réalisateur : Dušan Hanák pour J'aime, tu aimes (Ja milujem, ty milujes)
- Ours d'argent du meilleur acteur : Gene Hackman pour Mississippi Burning
- Ours d'argent de la meilleure actrice : Isabelle Adjani pour Camille Claudel
- Caméra de la Berlinale : Horst Pehnert, Michail Shkalikov, Marc Spiegel et Stephen Frears
- Ours d'or d'honneur : Dustin Hoffman